# Medalla de l'Afganistan
Per a la medalla de campanya britànica atorgada per la Guerra a l'Afganistan (2001-2021), vegeu Medalla de servei operatiu per a l'Afganistan

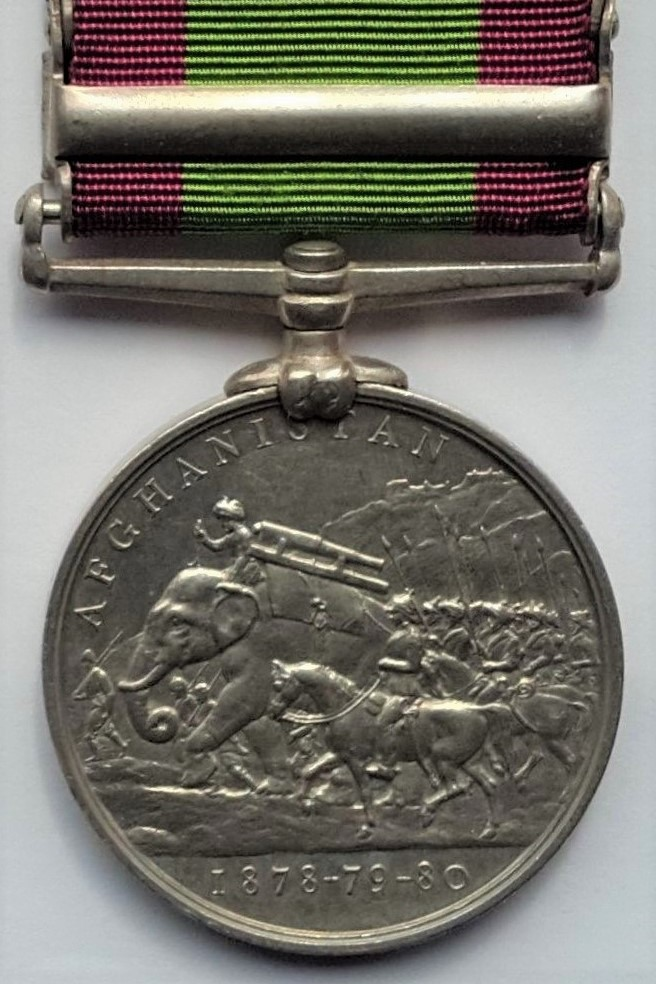
Revers de la medalla

La Medalla de l'Afganistan (anglès: Afghanistan Medal), sancionada el 19 de març de 1881, va ser concedida als membres dels exèrcits britànic i indi que van servir a l'Afganistan entre 1878 i 1880 durant la Segona Guerra de l'Afganistan, la primera guerra va ser de 1839 a 1842.

## Història
La guerra va ser causada pels temors britànics d'augmentar la participació russa en els afers afganesos. El 1877 l'emir afganès es va negar a acceptar un resident britànic i el 1878 va acordar un tractat amb Rússia que li atorgava drets de protecció a l'Afganistan. En resposta, una força dirigida pels britànics va entrar al país el novembre de 1878 i va avançar cap a Kabul. Després de les derrotes a Ali Musjid i Peiwar Kotal, els afganesos van demanar la pau i van acceptar un resident britànic a Kabul, la guerra va acabar el 26 de maig de 1879. Després que el Resident fos assassinat el 3 de setembre de 1879, la guerra va tornar a començar. Una força dirigida pels britànics va ocupar Kabul, derrotant els afganesos en ruta a Charasia. Els combats esporàdics van continuar i després de la derrota a Maiwand, una força britànica va ser assetjada a Kandahar. El general Roberts va dirigir una columna que va marxar des de Kabul per alleujar  Kandahar, la derrota afganesa resultant que va portar a la conclusió de la guerra el setembre de 1880. Els soldats que van participar en la marxa del general Roberts van rebre, a més, l'Estrella de Kabul a Kandahar a la medalla de l'Afganistan.
Les medalles concedides al 66è a Peu (Regiment de Berkshire) i a la bateria E de la Brigada B, Royal Artillery, tenen una alta prima, ja que aquestes unitats van patir les baixes més greus a la batalla de Maiwand el juliol de 1880.
Quan la primera fase de la guerra va acabar el maig de 1879, es va proposar que la Medalla del Servei General a l'Índia fos emesa amb fermalls per a Afghanistan, Ali Musjid i Peiwar Kotal. Tanmateix, quan la guerra va començar el setembre de 1879, es va decidir atorgar una medalla diferent per cobrir tota la campanya.

## Descripció
La medalla de l'Afganistan és una medalla circular de plata, de 36 mil·límetres (1,4 polzades) de diàmetre, amb el següent disseny:
- L'anvers mostra una efígie velada de la reina Victòria, mirant a l'esquerra, amb "VICTORIA REGINA ET IMPERATRIX" al voltant de la vora.
- El revers mostra soldats en marxa i muntats amb armes amb un elefant que porta un canó. A la part superior esquerra de la medalla al voltant de les vores hi ha "AFGHANISTAN" i a la part inferior en línia recta hi ha "1878-79-80"
- La medalla penja d'un tirant llis que s'enganxa a la medalla amb una urpa de doble punta.
- La cinta fa 33 mil·límetres (1,3 polzades) d'amplada i és de color verd fosc amb amples vores carmesí.
- El rang, el nom i la unitat del destinatari estan gravats a la vora de la medalla.
- Es van atorgar fermalls de plata simple i es troben de la següent manera:
  - "ALI MUSJID" (21 de novembre de 1878)
  - "PEIWAR KOTAL" (2 de desembre de 1878)
  - "CHARASIA" (6 d'octubre de 1879)
  - "KABUL" (10-23 de desembre de 1879)
  - "AHMED KHEL" (19 d'abril de 1880)
  - "KANDAHAR" (1 de setembre de 1880)

El nombre màxim de fermalls concedits a un home va ser de quatre.
La medalla es va atorgar sense fermall a aquells que van veure servei a l'Afganistan entre el 22 de novembre de 1878 i el 26 de maig de 1879, o el 3 de setembre de 1879 al 20 de setembre de 1880, però no van participar en aquestes accions importants.